# Generalen i sin labyrint
Generalen i sin labyrint (originaltitel: El general en su laberinto) är en historisk roman från 1989 av den nobelprisbelönade colombianske författaren Gabriel Garcia Márquez. Romanen handlar om den sydamerikanske generalen och frihetskämpen Simón Bolívars sista månader i livet. 

## Handling
Romanen tar sin början i Bogotá i maj 1830 då Bólivar har avsagt sig posten som president för federationen Storcolombia. Bólivar är lungsjuk och uppfattas som betydligt äldre än hans ålder på 46 år. I sällskap med sina närmaste anhängare lämnar han Bogotá och färdas norrut längs med Magdalenafloden mot destinationen som är satt till Europa. Bólivar förmår inte lämna Sydamerika då han fortfarande engagerar sig i politiken och ännu drömmer om ett enat spansktalande Amerika. Han avlider slutligen av sin sjukdom den 17 december 1830 i staden Santa Marta.